# José Ascención Orihuela Bárcenas
José Ascención Orihuela Bárcenas (Zitácuaro, Michoacán; 19 de marzo de 1952) es un político mexicano, ingeniero titulado en Químico Farmacobiólogo y egresado del Instituto Politécnico Nacional, miembro del Partido Revolucionario Institucional. Ha sido Presidente Municipal, Diputado Local, Diputado Federal y Senador de la República.

## Carrera política
Entre sus cargos de elección popular se encuentran: 

### En el poder legislativo
Diputado Local en la LXIV Legislatura del Congreso del Estado de Michoacán (1986-1989).
Diputado Federal en la LV Legislatura (1991-1994).
Senador Suplente LVIII Legislatura (1997-2000).
Diputado Federal de la LX Legislatura (2006-2009).
Senador de la República (2012-2018): Presidente de la Comisión de Fomento Económico. Integrante de la Comisión de Energía. Integrante de la Comisión de Relaciones Exteriores Asia-Pacífico. Integrante de la Comisión de Recursos Hidráulicos.

### En el poder ejecutivo
Presidente Municipal de Zitácuaro, Michoacán (1984-1986).

### Cargos partidistas
Secretario General del Comité Directivo Estatal PRI en Michoacán (1987-1988).
Presidente del Comité Directivo Estatal del PRI en Michoacán (1992-1994).
Delegado del CEN del PRI (1997-1999).
Secretario Regional del CEN del PRI (2000-2002).
Secretario Adjunto de la Presidencia del CEN del PRI (2005-2006).
Secretario de Organización del CEN de la CNOP (2007-2009).
Secretario Coordinador Ejecutivo del CEN de la CNOP (2009-2012).

### Elecciones al gobierno de Michoacán
En 2011 fue mencionado como uno de los posibles candidatos del PRI a Gobernador de Michoacán, aunque el negó tal posibilidad, finalmente la candidatura recayó en Fausto Vallejo posterior triunfador del proceso electoral.
Fue candidato por el Partido Revolucionario Institucional en coalición con el Partido Verde Ecologista de México para las Elecciones estatales de Michoacán de 2015 consiguiendo el segundo lugar en la contienda, por debajo de Silvano Aureoles Conejo. Tras la elección se reintegró al Senado de la República.